# Android Lust
Android Lust è il progetto solista di musica electro-industrial messo in atto da Shikhee, progetto che combina elementi del rock, industrial, gothic e stile classico in una miscela di musica che elle descrive come "elettronica e dark." La sua musica abbraccia la cultura goth per i suoi temi di dolore, solitudine, desiderio, rifiuto, impazienza e rabbia, sebbene a Shikhee non piaccia essere definita una 'goth'.

## Storia del gruppo
Android Lust è formato da un solo membro e creatore, Shikhee. Nata nel Bangladesh, fece gli studi in Inghilterra e negli Stati Uniti, Il background di Shikhee è tanto vario quanto la musica che lei crea: essa spazia la gamma emotiva dalla perdita alla scoperta, dal rammarico al disgusto cannibale. Prendendo in prestito elementi provenienti da una varietà di stili, Android Lust presenta una miscela di musica rock elettronica che è oscura, glaciale, e fieramente emozionale.
Dopo due uscite con etichette indipendenti (incluso il debutto del 1998 criticamente acclamato di Resolution) Shikhee pubblica The Dividing per conto suo, portandosi all'attenzione della Projekt Records, che la scritturò immediatamente e ri-pubblicò il suo lavoro per soddisfare il fan di tutto il mondo. Outburn Magazine proclama The Dividing "non convenzionale e avventuroso - 10 su 10" mentre il Boston Phoenix dice "The Dividing non va mai fuori tema; sembra quasi - ma non proprio - suono pulito, arrangiamento intelligente, temi ingegnosi." Il Jane magazine dice "The Dividing è riempito da intense e passionali liriche che scaturiscono in leggeri sospiri sorprendenti, grida penetranti." Essi regalarono anche copie dell'album a 30 fortunati lettori. 
Uscì anche un video per la canzone Stained, diretto da Dan Ouellette (che ha anche prodotto il design del video di David Bowie Dead Man Walking). Stained ha avuto un'uscita discreta ed è stato passato in maniera regolare nei canali musicali sia negli Stati Uniti che in Canada così come 120 Minutes è uscito su MTV in America Latina e Australia nello show musicale televisivo Rage. Stained e altre canzoni dall'album The Dividing hanno avuto notevole risalto anche nella CBS grazie al serial tv NCIS (incluso la citazione del nome della band) e sui programmi di MTV The Real World e Road Rules, e sono stati fatti ascoltare nei club e durante i programmi radio in tutto il mondo.
Il terzo album di Shikhee, Devour, Rise, and Take Flight, è uscito il 21 febbraio del 2006. "Dragonfly," il primo singolo dell'album, uscì il 18 ottobre. L'album includeva un video per la canzone, anche questo diretto da Dan Ouellette, e mantiene lo stile bizzarro del video di "Stained", usando in esso pezzi meccanici futuristici a volte inquietanti.

## Shikhee
Originaria del Bangladesh, Shikhee fu mandata via dal suo paese a causa dell'instabilità del clima politico, i suoi genitori la mandarono a studiare in Inghilterra. Nel 1999 andò ad abitare a New York. 

## Strumentazione
Shikhee usa un Apple G4 con due processori 867 MHz che usano come sistema operativo macOS, e un G4 a 400 MHz che ha come sistema operativo Mac OS 9. Usando  Digital Performer. come audio/MIDI sequenza software e il sintetizzatore modulare  Reaktor. come suo sintetizzatore principale, usa anche un  Access Virus, Ensoniq ESQ-1, e un  Synthesizers.com. modulare, un vintage Korg  Z1 (archiviato dall'url originale il 7 febbraio 2005)..
Per la voce e i processi vocali usa un microfono Neumann  TLM 103. URL consultato il 6 febbraio 2018 (archiviato dall'url originale il 1º novembre 2005), un preamplificatore Great River, .

## Discografia
- Foreign Body - Demo - 1996
- Resolution - Album - marzo 1998 - Tinman Records
- Evolution - Remix CD - Maggio 1999 - Tinman Records
- The Want (out of print) - Single - Ottobre 2001 - Dark Vision Media
- The Dividing (out of print)- Album - 22-10-2002 - Dark Vision Media
- The Dividing (Enhanced) - Album - 29-07-2003 - Projekt Records
  -  MusicTap Review, su musictap.net. URL consultato il 27 novembre 2007 (archiviato dall'url originale il 21 novembre 2007).
  -  FAC193 Review, su music.fac193.com. URL consultato il 27 novembre 2007 (archiviato dall'url originale il 21 novembre 2007).
  -  LosingToday Review, su losingtoday.com.
- Stripped and Stitched - Remix maxi-CD - 10-08-2004 - Projekt Records
- Dragonfly - Single - 18-10-2005 - Projekt Records and Dark Vision Media
- Devour, Rise and Take Flight - Album - 21-02-2006 - Projekt Records
- Appears on
  - Ringworm v.1 - Cherished Agony (Last Drops) - Tinman Records
  - Awake the Machines 2 - Where Angels Lie (Writhing) - Out of Line Records
  - The Unquiet Grave - Heathen (A Thousand Thoughts) - Cleopatra Records
  - Empire One - Refuse, Where Angels Lie, Soviet (colder) - Tinman Records
  - Awake the Machines - Suffer the Flesh - Out of Line Records
  - Tentacles of Submission - No Going Back - Psykoziz Records
  - Diva X Machina - Down - C.O.P. International
  - Project Sampler - 2005.1 - Sin - Projekt Records

I video musicali di Dragonfly e Stained possono essere scaricati liberamente da questo sito  Android Lust website. URL consultato il 6 febbraio 2018 (archiviato dall'url originale l'11 dicembre 2007)..

### Interviste in lingua inglese
- Dark Vision Media, su darkvisionmedia.org.
- Fiend Magazine, su fiend-magazine.com. URL consultato il 27 novembre 2007 (archiviato dall'url originale il 25 aprile 2005).
- Black Sheep Zine, su blacksheepzine.com. URL consultato il 27 novembre 2007 (archiviato dall'url originale il 21 novembre 2007).
- Re>gen Magazine, su regenmag.com. URL consultato il 27 novembre 2007 (archiviato dall'url originale il 15 dicembre 2004).
- 1340 Mag, su 1340mag.com. URL consultato il 31 maggio 2011 (archiviato dall'url originale il 19 agosto 2003).
- Boston Phoenix, su bostonphoenix.com. URL consultato il 23 maggio 2011 (archiviato dall'url originale il 5 giugno 2011).
- DarkCulture Magazine [collegamento interrotto], su darkculture.net.

| Controllo di autorità | Europeana agent/base/150809 |